# ファンタスマゴリー (1908年の映画)
- ファンタスマゴリ
- ファンタスマゴリア

ファンタスゴマリー（Fantasmagorie）は、1908年にフランスのエミール・コールによって制作されたサイレント映画である。手描きによる初期のセルアニメの代表例の一つであり、映画史家により世界初のアニメーションとみなされている。

## 内容

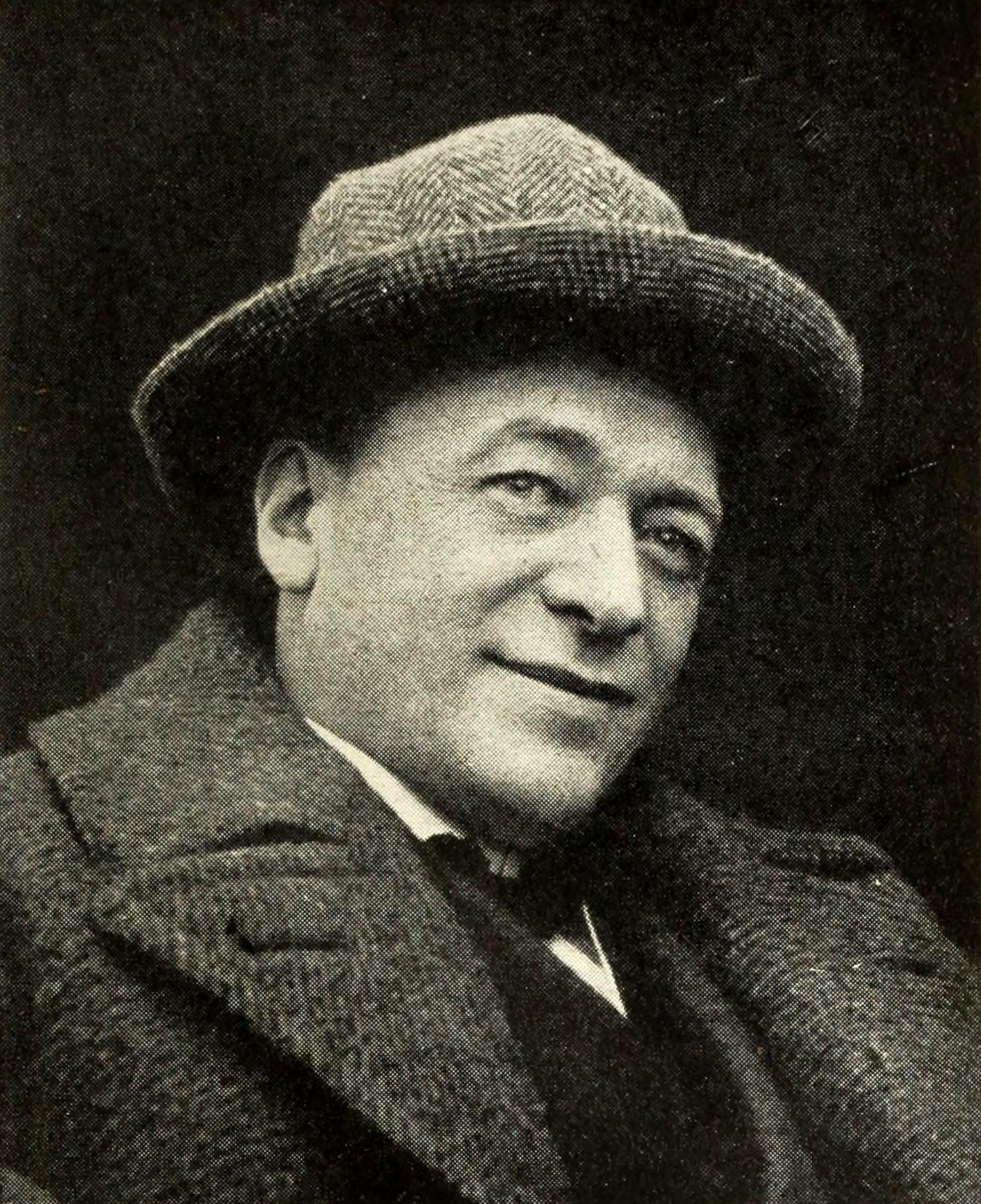
エミール・コール

棒人間が動き回り、ワインボトルが花に変った後に象になるなど、様々な物体が変形する様子に遭遇するという内容である。また、人の手が映り込み、ピエロや紳士の絵を描く様子をライブアクションのように見せているシーンもある。
この映画の主題である様々な物体の変形は、当時忘れられていたレ・ザール・ザンコエラン（Les Arts Incohérents、支離滅裂な芸術）への直接的なオマージュであるといえる。映画のタイトルは、19世紀半ばに行われた、幻灯機を用いた幽霊ショー『ファンタスマゴリー』から取られたものである。
この作品には、短い上映時間の中に、意識の流れのようなスタイルで考案された素材が多く含まれていた。

## 歴史
コールは1908年2月にこの映画の制作を開始し、同年の5月か6月に完成させた。同年8月17日に公開された。

### 制作
この映画は、紙に絵を描き、それをネガフィルムで撮影することで、黒い背景に白い線が描かれる黒板のような映像となった。描かかれた絵は700枚で、1枚につき2回ずつ撮影された。黒板のような映像は、J・スチュアート・ブラックトンの1906年の作品『ユーモラス・フェイズ・オブ・ファニーフェイス』を真似たものとみられる。